# 宵夜森林的公主
《宵夜森林的公主》（日語：宵夜森ノ姫）是「éterire」於2015年3月26日開始以PSP形式發售的女性向戀愛遊戲。

## 故事大綱
遭軍事國家斯塔爾燒毀故鄉村莊的少女，伊露莎，在昏暗的森林中东逃西窜。
那就是被詛咒的森林「宵夜森林（よいよもり）」，傳言說只要一踏進去便無法離開。
在宵夜森林中徘徊的伊露莎，遭人打暈後便失去意識，並被送到某幢公寓。
那裡有憎恨斯塔爾而等待機會復仇的7名男士。
少女與這7名誓要向國家復仇的男士，他們的共同生活現在開始了——

## 登場人物

### 主要角色
伊露莎（Ilsa）
遊戲的主角（可改名）。
有着棕髮編有細辮的側馬尾並配有紅色絲帶，橘色眼瞳。
堅毅不屈，持有在意的事情不去親身去驗証不會死心的性格。
不僅剛毅並且為人友善，是一個為人着想的人，一直以來都很有氣量。
在斯塔爾燒毀故鄉後，為了保命因而逃到向宵夜森林，在意外找到容身的公寓中生活。
克勞斯（Claus，配音員：前野智昭）
七罪：傲慢
有着深藍色露額曲髮並配有冰冷藍色的眼瞳。
以戰爭為契機，謝恩瓦爾德驅逐國外。
現今在宵夜森林的公寓中生活著，静静等待復仇的時機。
頭腦清晰、冷静沉着、眉清目秀…儘管是這樣，因為萬事皆能而十分傲慢，不願意聽取別人意見。
是公寓的實質領導者，統領他人。
任何人都無法違抗他。
蘭伯特（Lambert，配音員：杉田智和）
七罪：懶惰
有着灰色短髮並配有獵鷹金色的眼瞳。
原先謝恩瓦爾德的僱傭軍。無氣力，無關心。
雖然希望麻煩事跟自己無關，但不知為何很容易被年小的親近，結果落得照顧別人是常有的事。
還有，容易吸引小動物的親近。
因為言語粗魯，兇神惡煞，容易被误解。
看上去沉默並且酷炫，體形巨大＝強大、好吃的東西＝肉，以簡單的方式思考。
哈羅德（Harold，配音員：松岡禎丞）
七罪：憤怒
有着粉紅色短髮並配有明亮橘色的眼瞳。
清爽，不會嘲諷別人的性格。
意外地會有照顾別人的好方面，基本上是易怒的心靈、暴躁的性格。
而且，慣性跟隨自己的行動方式行動，經常受到周遭的責備。
很在意自己的性格與體型都像小孩子一樣，所以很想快點長大成人。
盧茲（Lutz，配音員：岸尾大輔）
七罪：貪婪
有着橘色曲髮並配有草綠色的眼瞳。
害怕寂寞並且帶點任性，不缺所謂的表面年紀最小的孩子的氣質。
無法被憎恨的性格，是不能放著不管的类型。
在謝恩瓦爾德生活的一般市民。
有一個哥哥和一個姐姐，是3个兄弟姐妹中最小的孩子，因為戰爭失去親人。
就像活潑元氣的快樂製造商般存在。
還有，有著誰都可以成為朋友的性格。
米利亞姆（Mirjam，配音員：平川大輔）
七罪：色欲
有着淺棕色長髮側長尾，配有亮紫色的眼瞳。
態度溫和，對女性溫柔。
對任何事也很被動和寬鬆。
在共同生活中也是，不曾主動發揮作用。
乍看之下溫柔，能夠清晰地分辨待人接物，实際是個小心謹慎的人。
烏魯里希（Ulrich，配音員：岡本信彦）
七罪：暴食
有着黑色帶深紅的及肩髮，配有紅色的眼瞳。臉上有淡淡的刺青。
潛伏在謝恩瓦爾德的避世荒村的地之精靈族少年。
平時沉默寡言，溫馴。
本人因為自己的壽命是人類的幾倍，超人般的能力讓人在意，所以變得內向。
為了不想跟別人接觸，所以不在房間中生活。
因為不善於跟別人交流，只會說短句。
朱利安（Julian，配音員：宮田幸季）
大罪：嫉妒
有着淡紫色直髮並配有灰色的眼瞳。
熟悉植物與動物，是個隨和自然系男生。
打理庭院成為他的日常工作。
可以跟植物與動物溝通，懂得動物的語言。
雖然看似不吃人間煙火，但意外的尖銳。
報告的情報好像只有他一個人知道一樣。
艾恩菲特（Ehrenfried，配音員：鈴木千尋）
有着淡金色頭髮並配有清澈藍色的眼瞳。
謝恩瓦爾德家的王子。
擁有謝恩瓦爾德的實質王權。
英俊的樣貌配有溫柔的語調，事實上冷酷無情。
會用美麗的語調說出殘忍的說話，為求達到目的更會不擇手段。
而且，認為自己就是「正義」，並把自己的言行舉止稱為正當化。

### 其他角色
維爾瑪（Vilma，配音員：槇みなみ）
斯塔爾國的現任女王，艾恩菲特的母親。
在展露怪異的笑容之中，究竟隱藏了什麼秘密？
威路迪（Verdi，配音員：津田拓）
蘭伯特的前僱傭兵同伴。
是追隨強者行動的類型，彷彿被人背叛也能姑息，毫不在乎的性格。
阿諾德（Arnold，配音員：宮負潤）
與烏魯里希同鄉，鈷族（Cobalt）的少年。
從小開始力量就備受賞識，一直從事斯塔爾軍隊的生化武器的工作。
是以笑容去展示殘酷事實的類型，並且輕視不擅長控制自身力量的烏魯里希。

## 用語解說
- 謝恩瓦爾德（Shane Wald）『シェーンヴァルド』

是一個自然富裕並恬靜的國家。幾乎沒有軍事力量。主産業為農業、林業。
遭受斯塔爾國家入侵、正陷入國家崩潰的危機。
- 斯塔爾（Stahl）『シュタール』

土地大約是謝恩瓦爾德的十倍。不斷以戰爭擴大自己的領土，這幾年國土急劇增加，進展日漸強大。
國家日趨現代化，擁有最新的武器與機械。
正因為女王患病在床，實權由王子艾恩菲特所掌控。
- 宵夜森林（Yoiyomori）『宵夜森』

在謝恩瓦爾德與斯塔爾國境附近的森林。
它是個葱绿茂密、不分晝夜地昏暗的森林，取名為「宵夜森林」。
被認定為一度進入便無法離開的危險地方，人們都因此不敢靠近。
- 七罪（Deadly Sins）『大罪』

在特定感情下所附隨的咀咒。
直到患咒者死亡前也無法消除咒文，患咒者須終生背負那些咀咒而活。
七宗罪的咀咒有「傲慢」、「懶惰」、「憤怒」、「貪婪」、「色慾」、「暴食」和「嫉妒」7種。
當患咒者的感情受到刺激時，人型姿態便會化成惡魔，名為「禍宵」。
在「宵夜森林」的公寓中七名男性，聽說全部都受到七罪的咀咒。
- 禍宵（Wazawaiyoi）『禍宵』

只要有關七罪的感情達致高度活躍，便會變化成惡魔那樣般的姿態。
不僅力量得以提高，甚至能夠做到連平常也無法想像的行動。

## 主題歌曲
片頭曲「惑いの月」
作曲・編曲：石濱翔（MONACA）／作詞・歌：Marria'
片尾曲「眠る森の果て」
作詞：中川奈美／作曲：岡部啓一／編曲：永谷喬夫／歌：中川奈美

## 外部連結
- 宵夜森林的公主（页面存档备份，存于）
- 宵夜森林的公主的X（前Twitter）